# Deirdre Ryan
Deirdre Ryan (née le 1er juin 1982 à Dundrum) est une athlète irlandaise, spécialiste du saut en hauteur.

## Biographie
Elle bat son record le 1er septembre 2011 lors des qualifications des Championnats du monde de Daegu (1,95 m, record national) pour se qualifier pour la finale, à laquelle elle termine 5e avec 1,93 m, échouant de peu à 1,97 m. 

## Palmarès
| Date | Compétition                    | Lieu       | Résultat | Marque |
| ---- | ------------------------------ | ---------- | -------- | ------ |
| 2002 | Championnats d'Europe en salle | Vienne     | qual.    | 1,84 m |
| 2005 | Championnats d'Europe en salle | Madrid     | qual.    | 1,83 m |
| 2006 | Championnats d'Europe          | Göteborg   | 13e      | 1,84 m |
| 2007 | Championnats d'Europe en salle | Birmingham | qual.    | 1,84 m |
| 2009 | Championnats d'Europe en salle | Turin      | qual.    | 1,85 m |
| 2009 | Championnats du monde          | Berlin     | qual.    | 1,89 m |
| 2010 | Championnats du monde en salle | Doha       | qual.    | 1,85 m |
| 2010 | Championnats d'Europe          | Barcelone  | qual.    | 1,90 m |
| 2011 | Championnats du monde          | Daegu      | 5e       | 1,93 m |
| 2012 | Jeux olympiques                | Londres    | qual.    | 1,85 m |

## Records
| Épreuve         | Épreuve      | Performance | Lieu       | Date               |
| --------------- | ------------ | ----------- | ---------- | ------------------ |
| Saut en hauteur | En plein air | 1,95 m      | Daegu      | 1er septembre 2011 |
| Saut en hauteur | En salle     | 1,93 m      | Leverkusen | 18 janvier 2009    |